# Karl den Enfoldige
Karl 3. (fransk: Charles III), Karl den Enfoldige (fransk: Charles le Simple) eller Karl den Ærlige (født 17. september 879, død 7. oktober 929) tilhørte det karolingske kongehus. Han var fra 898 til 922/923 konge af Det Vestfrankiske Rige, en forgænger for nutidens Frankrig.
Karl den Enfoldige var søn af kong Ludvig den Stammende og blev født efter faderens død. Allerede som barn blev Karl udpeget som konge af Vestfranken. Som tolvårig blev han kronet i Reims og overtog regeringen, da han var 19 år gammel.
Karl blev afsat i 923, og han levede i fangenskab i de sidste seks år af sit liv.